# باج‌گیری (فیلم ۲۰۱۵)
«باج‌گیری» (انگلیسی: Blackmail) یک فیلم است که در سال ۲۰۱۵ منتشر شد.